# Kirche zum guten Hirten (Münkeboe)

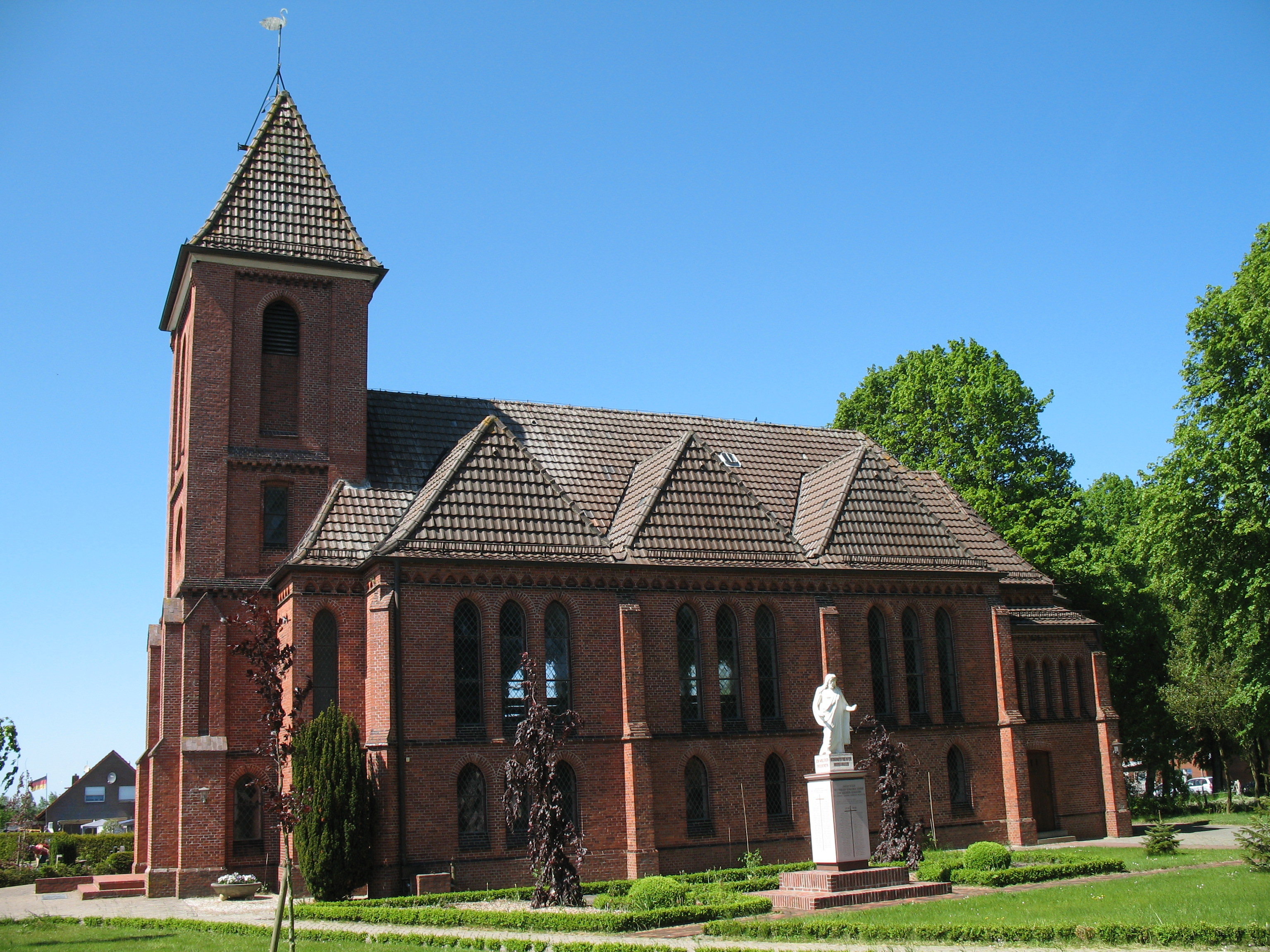
Kirche zum guten Hirten

Die evangelisch-lutherische Kirche zum guten Hirten in Münkeboe, einem Ortsteil der Gemeinde Südbrookmerland im zentralen Ostfriesland wurde Ende des 19. Jahrhunderts im neugotischen Stil erbaut und ist damit die jüngste Kirche in der politischen Gemeinde.

## Geschichte

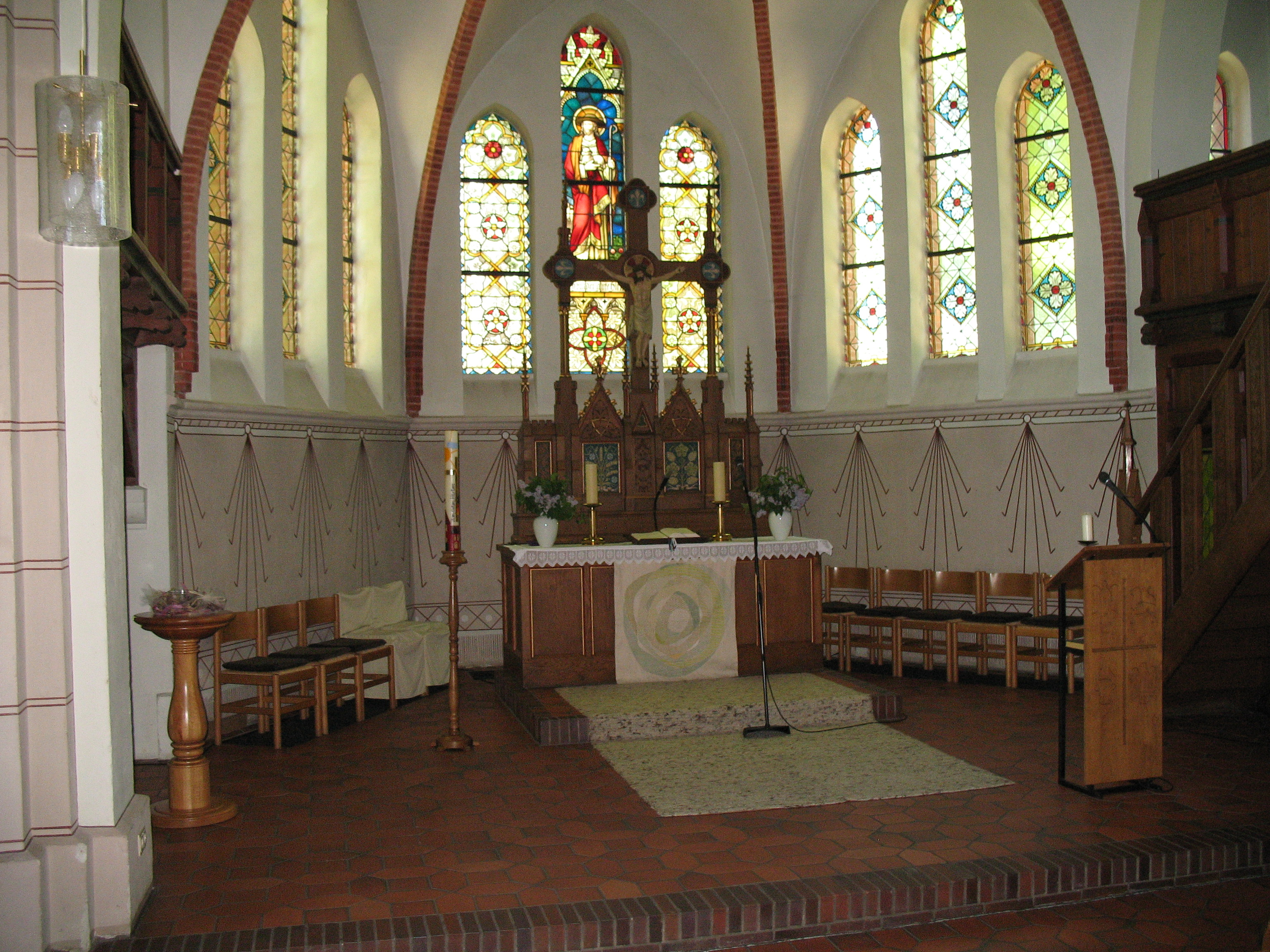
Altarraum

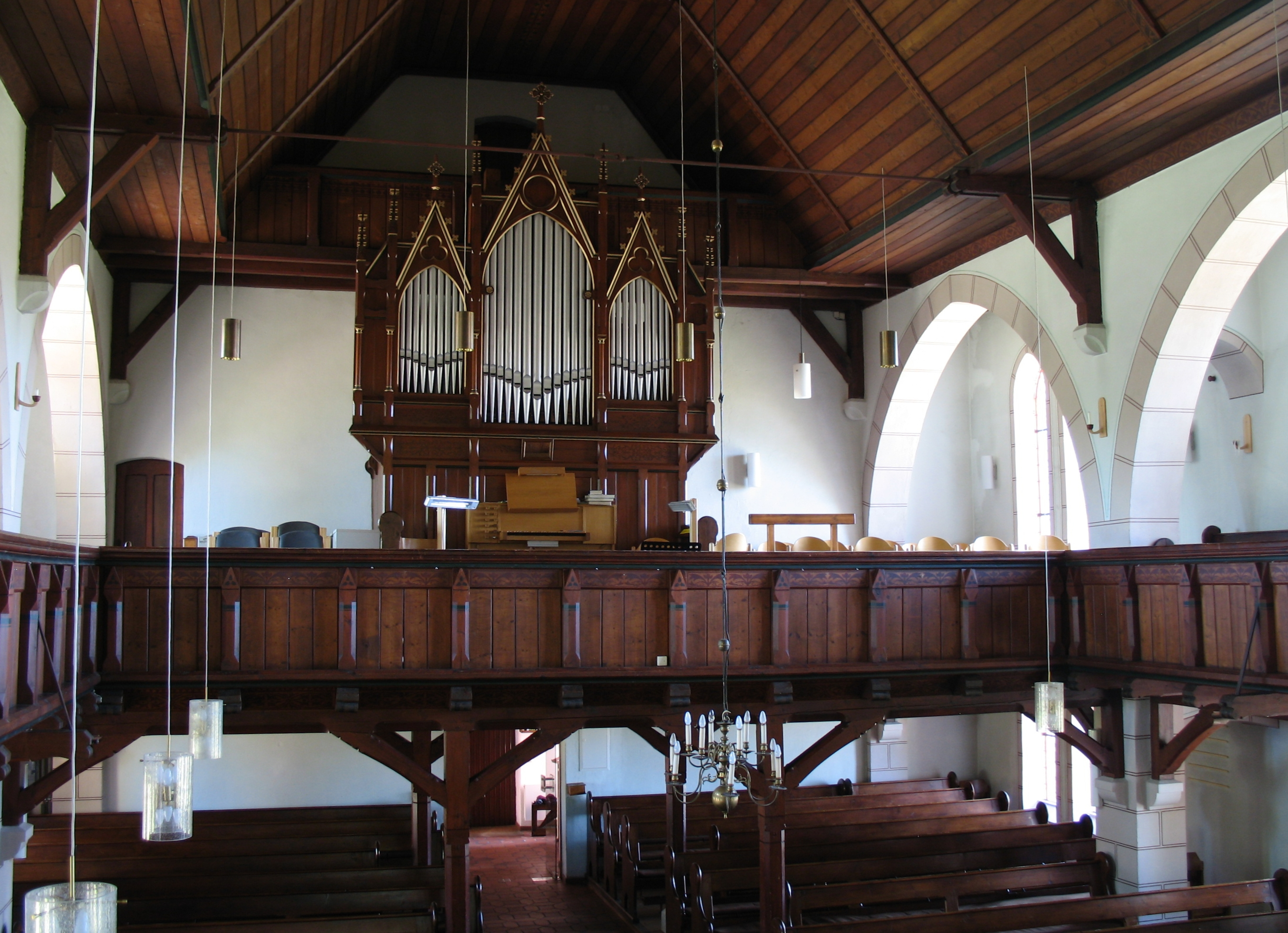
Orgelempore

Vereinzelt hatten sich schon im 17. Jahrhundert Menschen auf dem Gebiet der heutigen Dörfer Münkeboe und Moorhusen niedergelassen. Einen Schub bekam die Entwicklung der Orte durch das Urbarmachungsedikt König Friedrich II., der 1744 die Macht in Ostfriesland angetreten hatte, in dessen Folge die beiden Moorkolonien zunehmend besiedelt wurden. Kirchlich waren sie der Gemeinde Engerhafe zugeordnet. Der schlechte Zustand der Wege und Straßen bis ins frühe 20. Jahrhundert – zum einen wegen der Boden- und Entwässerungsverhältnisse, zum anderen wegen finanzieller Mängel – erschwerte den Besuch der Kirche in Engerhafe. Der Pastor predigte daher abwechselnd in Münkeboe und Moorhusen. Als 1883 in Moorhusen und 1885 in Münkeboe ein Schulhaus gebaut wurde, erhielten beide Gebäude je einen Anbau mit Kapelle, mit einem Altar und einem Epistelstuhl.
Mehrfach beschwerten sich die Bewohner der Moorkolonien über die weite Entfernung zur Kirche von Engerhafe und forderten die Gründung einer selbstständigen Gemeinde. In einem Schreiben an das zuständige Konsistorium in Aurich aus dem Jahr 1866 heißt es: „Unsere Jugend ist bei der großen Entfernung von der Kirche fast noch größeren Nachtheilen und Gefahren ausgesetzt. Dieselbe ist auf dem weiten Wege zur sonntäglichen Katechitation und zum Confirmanden-Unterricht, ohne Aufsicht sich selbst überlassen der Verführung zum Leichtsinn und zur Thorheit, wohl gar zu noch ärgerem blos gestellt ... Es ist anerkannte Thatsache und wird von den Bessergesinnten in unseren Gemeinen mit tiefen Schmerz empfunden, daß Unkirchlichkeit und infolge davon Leichtsinn, Verwilderung, Unsittlichkeit, namentlich in puncto sextu, ... überhand zu nehmen drohen.“
Am 1. August 1896 wurden beide Orte zu einer selbstständigen Kirchengemeinde zusammengefasst. Kurz darauf wurde der erste Hilfsprediger eingestellt, der die Gottesdienste weiterhin abwechselnd in den Schulen hielt. Am 24. März 1897 wurde der Friedhof eingeweiht. Für den Bau der Kirche sammelten die Einwohner Geld, so dass nahezu 45.000 Mark zusammenkamen. Im November 1899 wurde der Bau genehmigt und F. Jacob aus Hannover begann mit der Errichtung des neugotischen Bauwerks mit Westturm, polygonalem Chor und dreischiffigem Langhaus mit abgewalmten Querdächern. Im Advent 1900 wurde sie eingeweiht. Zur weiteren Finanzierung der Kirche wurden die Kirchenbänke bis 1934 an die Kolonistenfamilien vermietet. Der gewölbte Chor hat drei dreiteilige bunte Fenster. Das mittlere Fenster zeigt den Guten Hirten.
1927 wurde der damals viel höhere Kirchturm durch Blitzschlag zerstört und durch einen niedrigeren ersetzt, an dessen Spitze ein pfannengedecktes Walmdach angebracht wurde. Der Schwan auf dem Dach des Turms geht zurück auf die Legende um den tschechischen Reformator Johannes Hus (Hus bedeutet tschechisch Gans).
Im Jahre 1976 wurde die Kirche umfangreich restauriert, wobei man die ursprüngliche Bemalung des Innenraumes wiederherzustellen suchte. Im Zuge der Arbeiten wurden die Fenster ersetzt, das äußere Mauerwerk neu gefugt, die Decke isoliert und der Turmtrakt mit einer neuen Treppe ausgestattet.